# Koindu
Koindu ist eine Kleinstadt im Osten des afrikanischen Staates Sierra Leone. Sie liegt im Distrikt Kailahun und ist 458 km von Freetown und 153 km von Kenema entfernt. Die Staatsgrenzen zu Guinea und Liberia sind weniger als 5 km entfernt. Bis zum Fluss Mano ist es etwas mehr als 1 km.

## Bevölkerung
Koindu hatte 1985 8.238 Einwohner, im Jahr 2013 waren es 16.751 Einwohner. Ein Großteil der Bevölkerung gehört dem westafrikanischen Volk Kissi an. Die Bevölkerung bekennt sich mehrheitlich zur muslimischen Glaubensrichtung. Die Alphabetisierungsrate liegt bei unter 50 %.

## Politik
Bürgermeister von Koindu ist Moses F. Foryoh. Er wurde am 17. April 2014 gewählt.
Das Zentrum Koindus wird nachts von einer solarbasierten Straßenbeleuchtung erhellt. Diese ist seit Juli 2013 in Betrieb. Außerdem werden Teile der Straße nach Yenga, einem Dorf an der Grenze zu Guinea und Liberia, ebenfalls von Photovoltaikbeleuchtungen erhellt.

## Wirtschaft
In den 1930er Jahren wurde in Koindu ein Internationaler Markt gegründet, der später von der westafrikanischen Wirtschaftsunion MRU betrieben wurde. Dieser entwickelte sich zu einem wichtigen Umschlagplatz für Waren aus Westafrika. Die Lage im Dreiländereck Sierra Leona, Guinea und Liberia begünstigte dessen Entwicklung und ermöglichte zudem einen kulturellen Austausch. Gehandelt wurden unter anderem Fische, Früchte, Obst, Reis, Kaffee, Kakao, Textilien, Diamanten und Juwelen. Während und nach dem Bürgerkrieg in Sierra Leone von 1991 bis 2002 hatte sich die wirtschaftliche Lage grundlegend verschlechtert, der Markt spielte nur noch eine untergeordnete Rolle. Die Europäische Union und andere internationale Geldgeber sind bemüht, dem Markt wieder zu alter Bedeutung zu verhelfen. Das britische Ministerium für internationale Entwicklung (DFID) finanzierte die Rundumerneuerung der Koindu Grenzzollstation die seit Februar 2010 in Betrieb ist. Die verbesserten Beziehungen Sierra Leones zu den Nachbarländern sind eine weitere wichtige Voraussetzung für eine Verbesserung der wirtschaftlichen Situation der Stadt und ihres Umlandes.
Während Sierra Leone grundsätzlich reich an unterschiedlichen Rohstoffen ist, spielt im Raum Koindu nur der Abbau von Diamanten eine bedeutende Rolle. Während des Bürgerkriegs wurden 3000 von der Rebellenarmee RUF entführte Kinder ausgebildet und anschließend gezwungen Diamanten zu schürfen. Die gewonnenen Diamanten wurden vor allem zur Finanzierung der Kriegskosten herangezogen. Vom Gewinn des heutigen Diamantenabbaus profitiert lediglich eine Minderheit der Bevölkerung.
Koindu ist Sitz der Koindu Community Bank. Sie wurde 1978 eröffnet, um die Finanzgeschäfte der Händler und Landwirte abzuwickeln und einen positiven Einfluss auf die wirtschaftliche Entwicklung der Stadt und des Umlands zu nehmen. Wegen des Bürgerkriegs musste die Bank im März 1991 ihren Betrieb einstellen und konnte erst nach dessen Ende wieder eröffnet werden.
Von hoher Bedeutung ist die Landwirtschaft, welche für den überwiegenden Teil der Bevölkerung die Existenzgrundlage darstellt. Nicht selten wird sie als Subsistenzwirtschaft ausgeübt. Des Weiteren spielt der Fischfang im nahe gelegenen Fluss Mano eine Rolle.

## Ebolaepidemie 2014
Bei der Ebolafieber-Epidemie 2014 war Koindu stark betroffen. Zur Bekämpfung der Epidemie wurde unter anderem in Koindu ein Behandlungszentrum eingerichtet. Der erste 2013 an Ebola in Westafrika erkrankte Patient war ein zweijähriges Kind aus Meliandou, einem Dorf in der Präfektur Guéckédou in Guinea, welches etwa 43 km von Koindu entfernt ist.

## Fotos

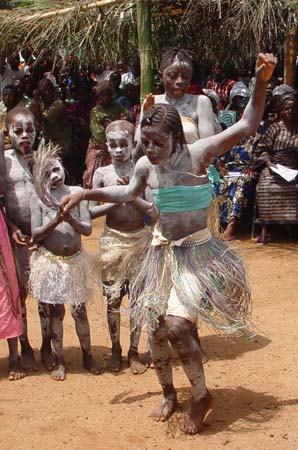
Traditioneller Tanz in Koindu
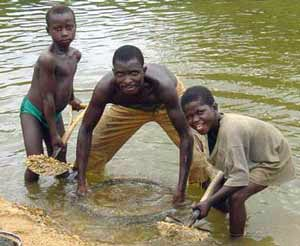
Diamantenschürfer in Sierra Leone
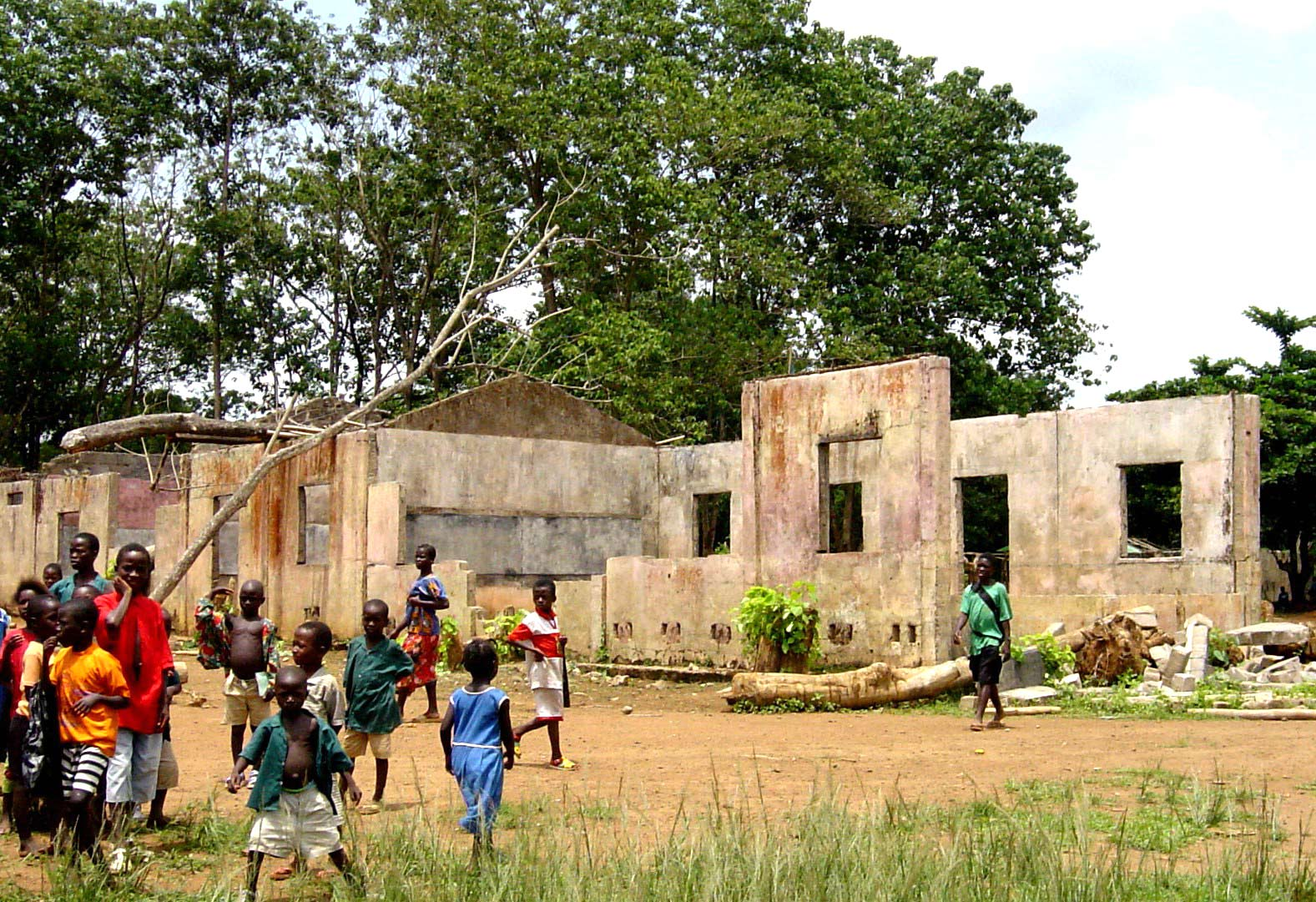
Während des Bürgerkriegs zerstörte Schule in Koindu

## Söhne und Töchter der Stadt
- Sahr Senesie (* 1985), deutscher Fußballspieler